# Torneo de Cluj-Napoca 2023
El Transylvania Open 2023 fue un torneo profesional de tenis que se jugó en canchas duras bajo techo. Fue la 3.ª edición del torneo, y formó parte de los torneos WTA 250 del 2023. Se llevó a cabo en Cluj-Napoca (Rumania), entre el 16 de agosto y el 22 de octubre de 2023.

## Distribución de puntos
| Modalidad           | Campeona | Finalista | Semifinales | Cuartos de final | 2.ª ronda | 1.ª ronda | Clasificadas | 2.ª ronda de clasificación | 1.ª ronda de clasificación |
| Individual femenino | 280      | 180       | 110         | 60               | 30        | 1         | 18           | 12                         | 1                          |
| Dobles femenino     | 280      | 180       | 110         | 60               | 1         | -         | -            | -                          | -                          |

## Cabezas de serie

### Individuales femenino
| Tenista          | Ranking | Preclasificada |
| Sorana Cîrstea   | 26      | 1              |
| Alycia Parks     | 53      | 2              |
| Greet Minnen     | 62      | 3              |
| Rebeka Masarova  | 69      | 4              |
| Ana Bogdan       | 72      | 5              |
| Yanina Wickmayer | 83      | 6              |
| Kateryna Baindl  | 84      | 7              |
| Jodie Burrage    | 91      | 8              |

- Ranking del 9 de octubre de 2023.

### Dobles femenino
| Tenista                             | Ranking | Preclasificadas |
| Alycia Parks Elena-Gabriela Ruse    | 74      | 1               |
| Anna Bondár Kimberley Zimmermann    | 116     | 2               |
| Greet Minnen Yanina Wickmayer       | 104     | 3               |
| Anna-Lena Friedsam Monica Niculescu | 149     | 4               |

## Campeonas

### Individual femenino
Tamara Korpatsch venció a  Elena-Gabriela Ruse por 6-3, 6-4

### Dobles femenino
Jodie Burrage /  Jil Teichmann vencieron a  Léolia Jeanjean /  Valeriya Strakhova por 6-1, 6-4